# The Chapel of Mary’s Mantle
The Chapel of Mary’s Mantle ist eine der Schutzmantelmadonna  gewidmete Kapelle auf dem Freisinger Domberg.
Die Kapelle steht direkt nördlich Diözesanmuseum Freising und wurde von Kiki Smith gestaltet. Ausführendes Architekturbüro war Brückner & Brückner Architekten, das auch den 2022 abgeschlossenen Umbau des Museums verantwortete. Finanziell unterstützt wurde der Bau von der Edith-Haberland-Wagner Stiftung, der St. Korbinian Stiftung und dem Verein Ausstellungshaus für christliche Kunst. Die Kapelle wurde am 7. Oktober 2023 von Kardinal Reinhard Marx gesegnet. Am selben Tag wurden im Diözesanmuseum die Sonderausstellung Kiki Smith: Empathy eröffnet.
Das gesamte Bauwerk wurde aus aufeinander geschichteten Biberschwanz-Dachziegeln der Pfarrkirche St. Georg in Ruhpolding gebaut und blieb unverputzt. Die Ziegel wurden dort bei der Dachsanierung ersetzt.  Die Grundfläche der Kapelle beträgt 4 × 4 m, bei einer Höhe von 8 m. Sowohl das Dach mit dem Kreuzgiebel als auch der Eingang sind als Kragbogen bzw. Kraggewölbe gebaut. Auf dem nordwestlichen Giebel sitzt eine vergoldete Taube, die nach Westen ausgerichtet ist.
Im nordwestlichen Giebel befindet sich das einzige Fenster des Baus. Im oberen Teil des ovalen Fensters befindet sich eine blaue den Mond darstellende Glasmalerei von Kiki Smith. Gefertigt wurde das Fenster von der Mayer’schen Hofkunstanstalt in München. Unter dem Fenster befindet sich in einer Nische ein Geflecht aus Sternen aus weißer Bronze mit einer Schale für Kerzen. Daneben hängt an einem Haken ein aus Wolle, Baumwolle und Leinen gewebter Mantel. Über dem Eingang gegenüber des Fensters hängt eine Figur des Heiliger Geist aus von der Künstlerin vergoldeter Bronze. An den beiden Seitenwänden ist in flachen Nischen jeweils eine Sitzbank angebracht.

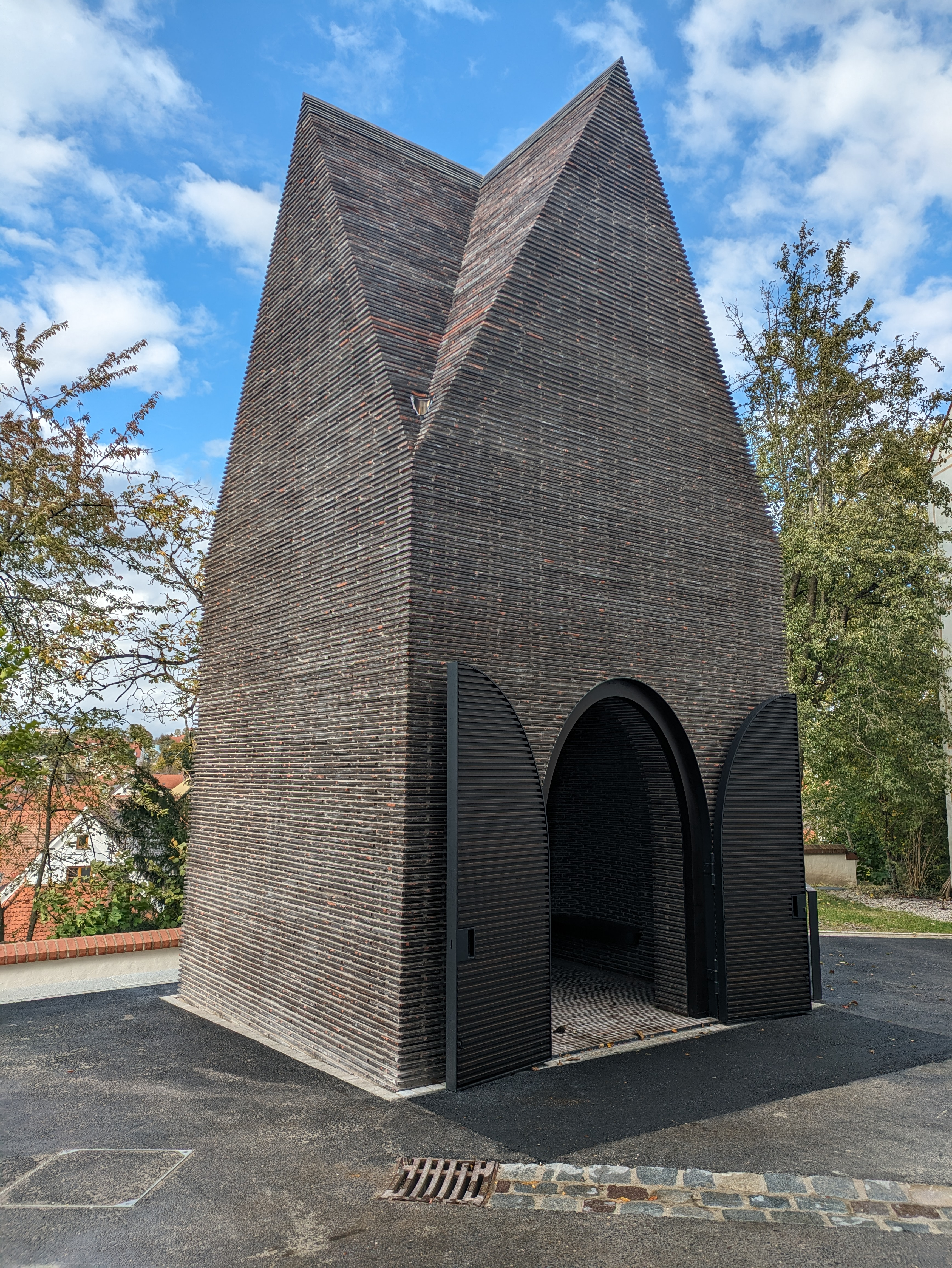
Außenansicht von Süden
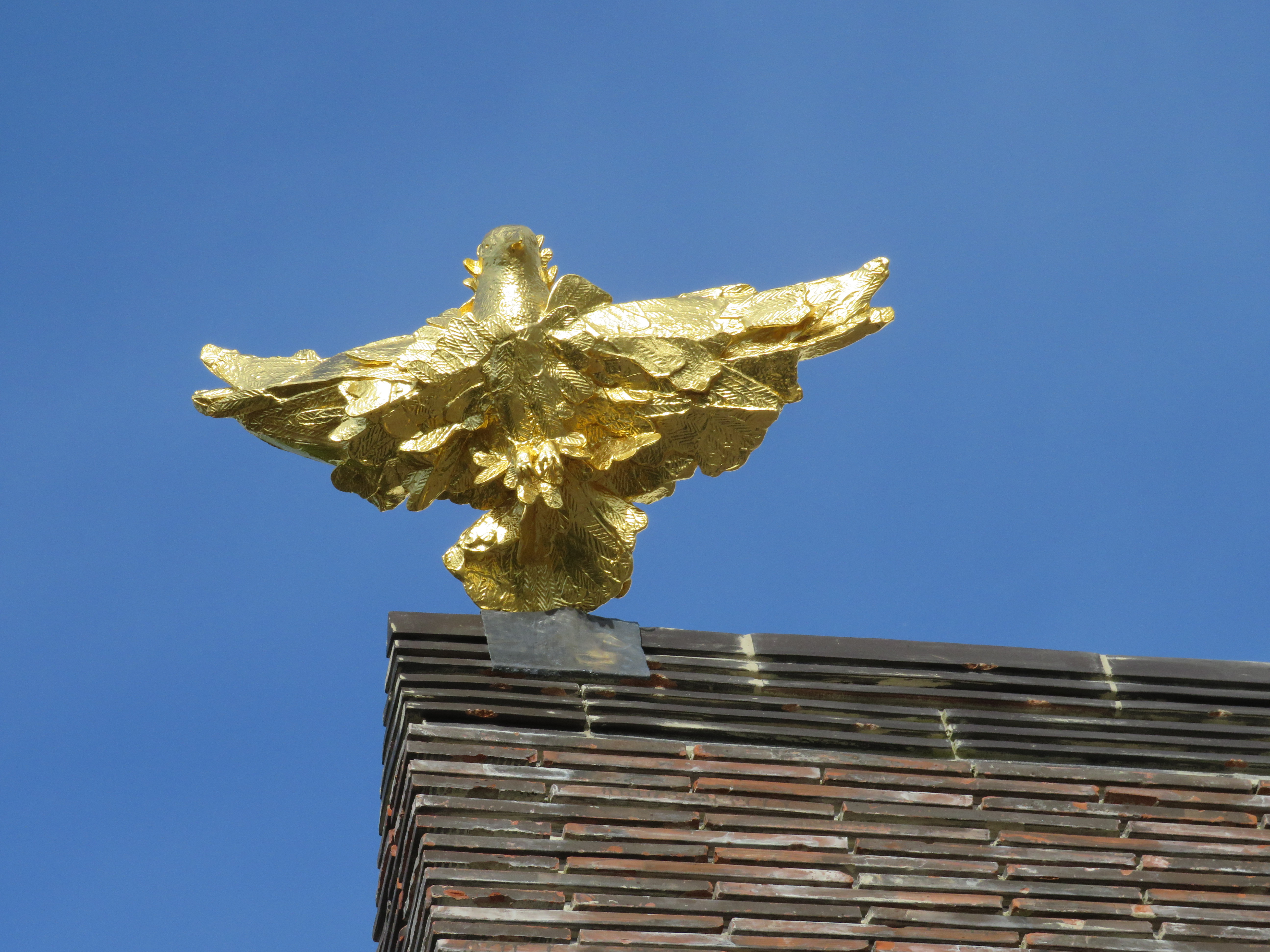
Goldene Taube
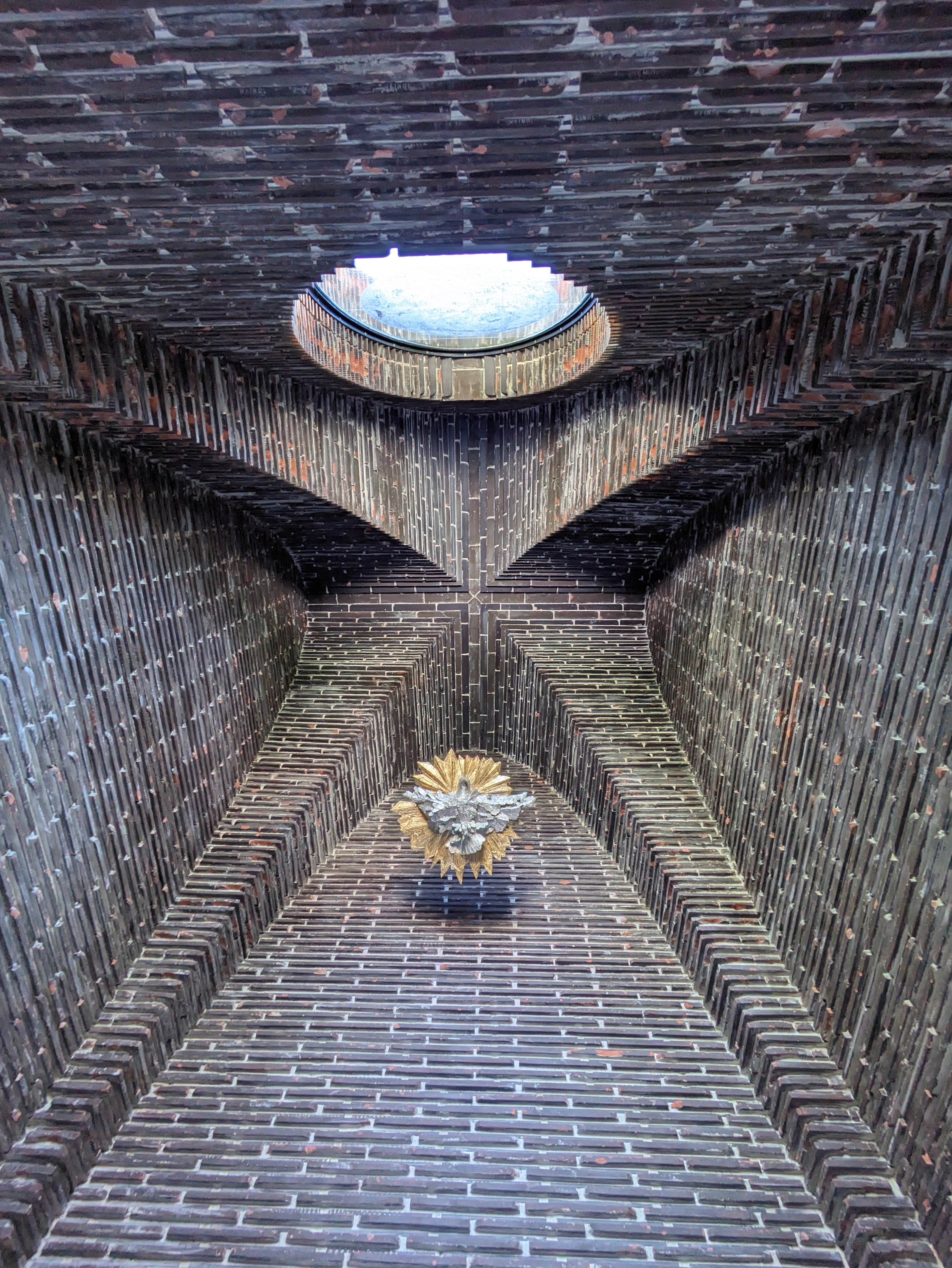
Blick ins Dachgewölbe
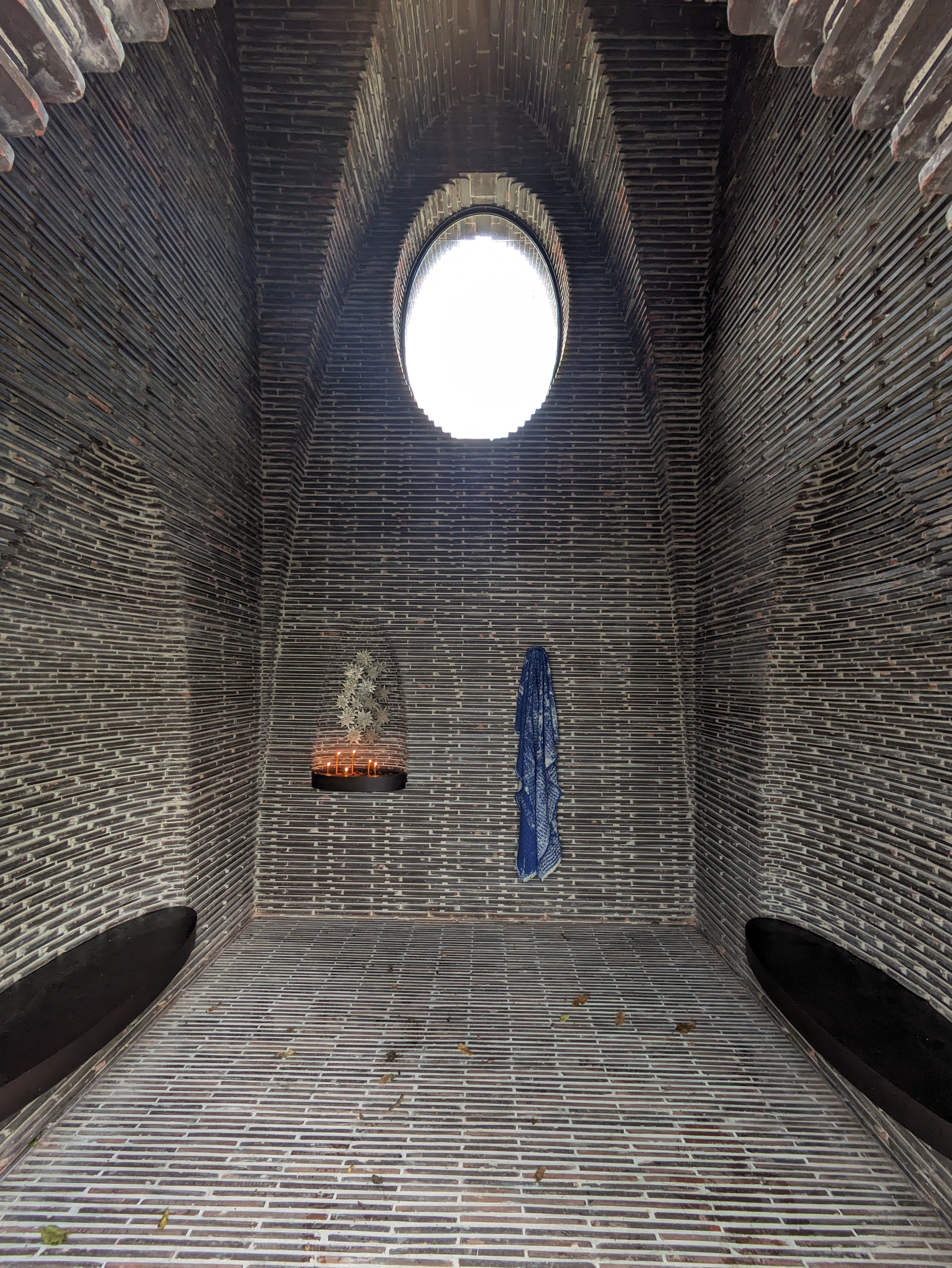
Innenansicht mit Sternengeflecht und Mantel unter dem Fenster
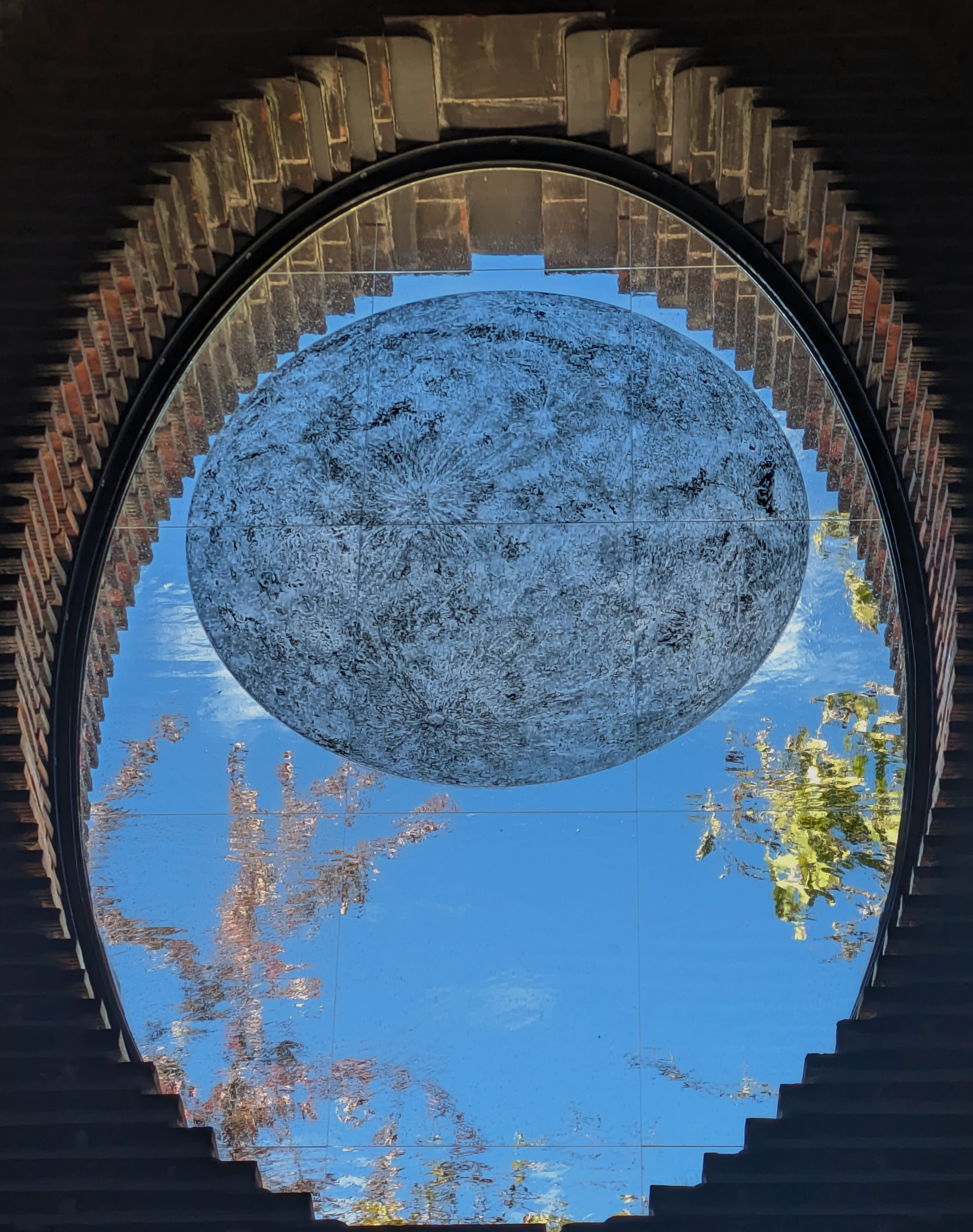
Detailansicht Fenster
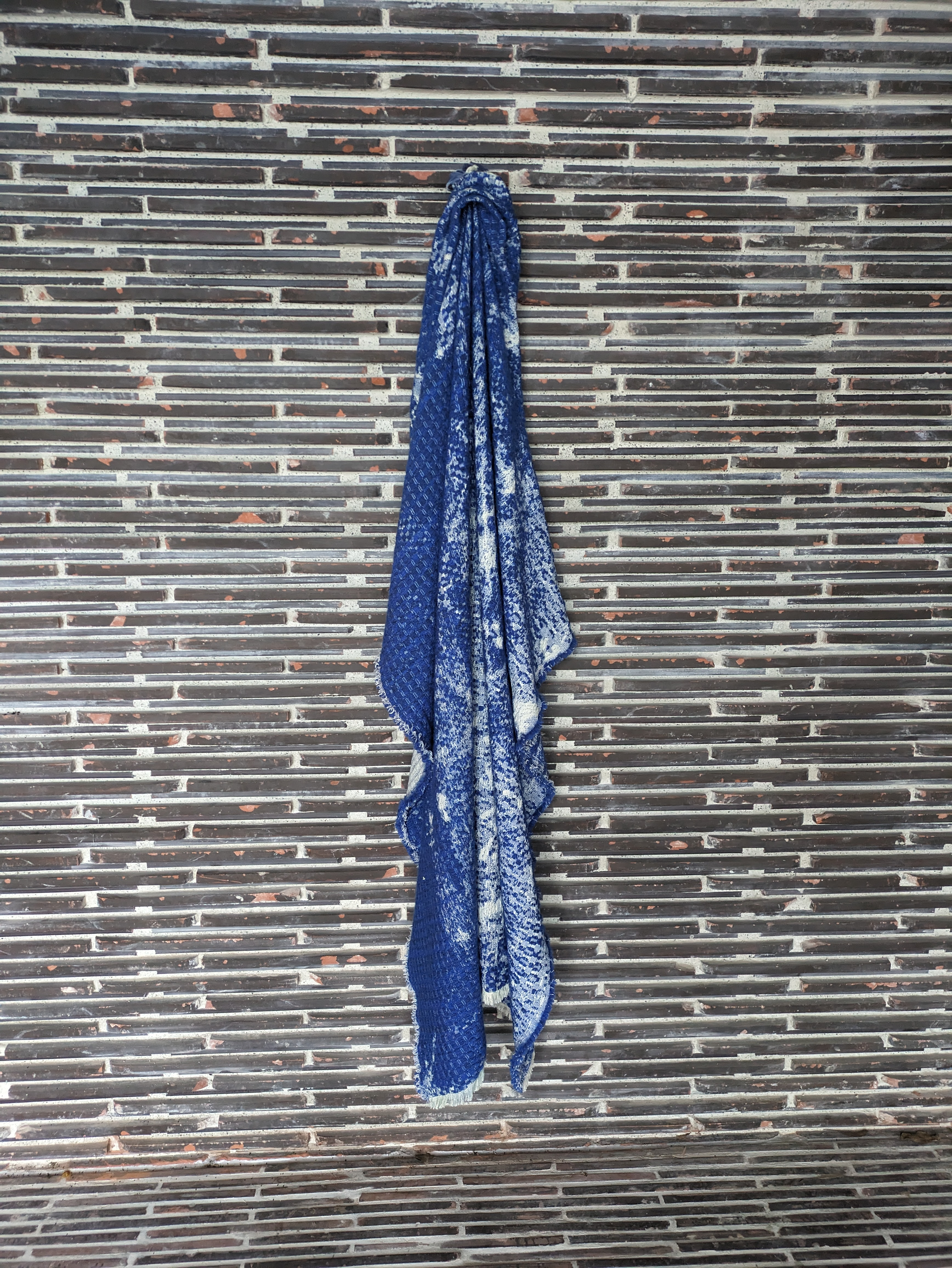
Detailansicht Mantel
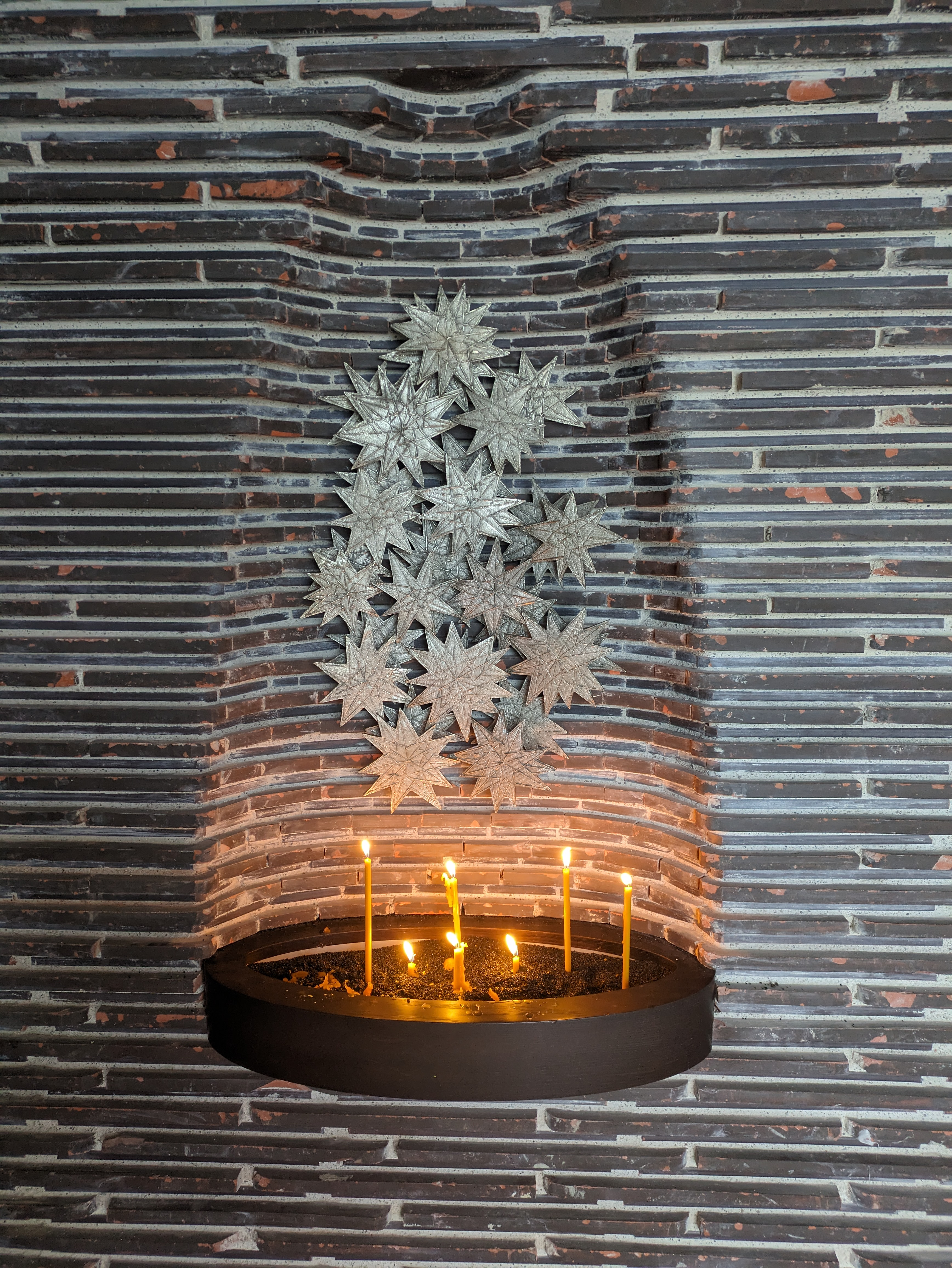
Detailansicht Sternengeflecht
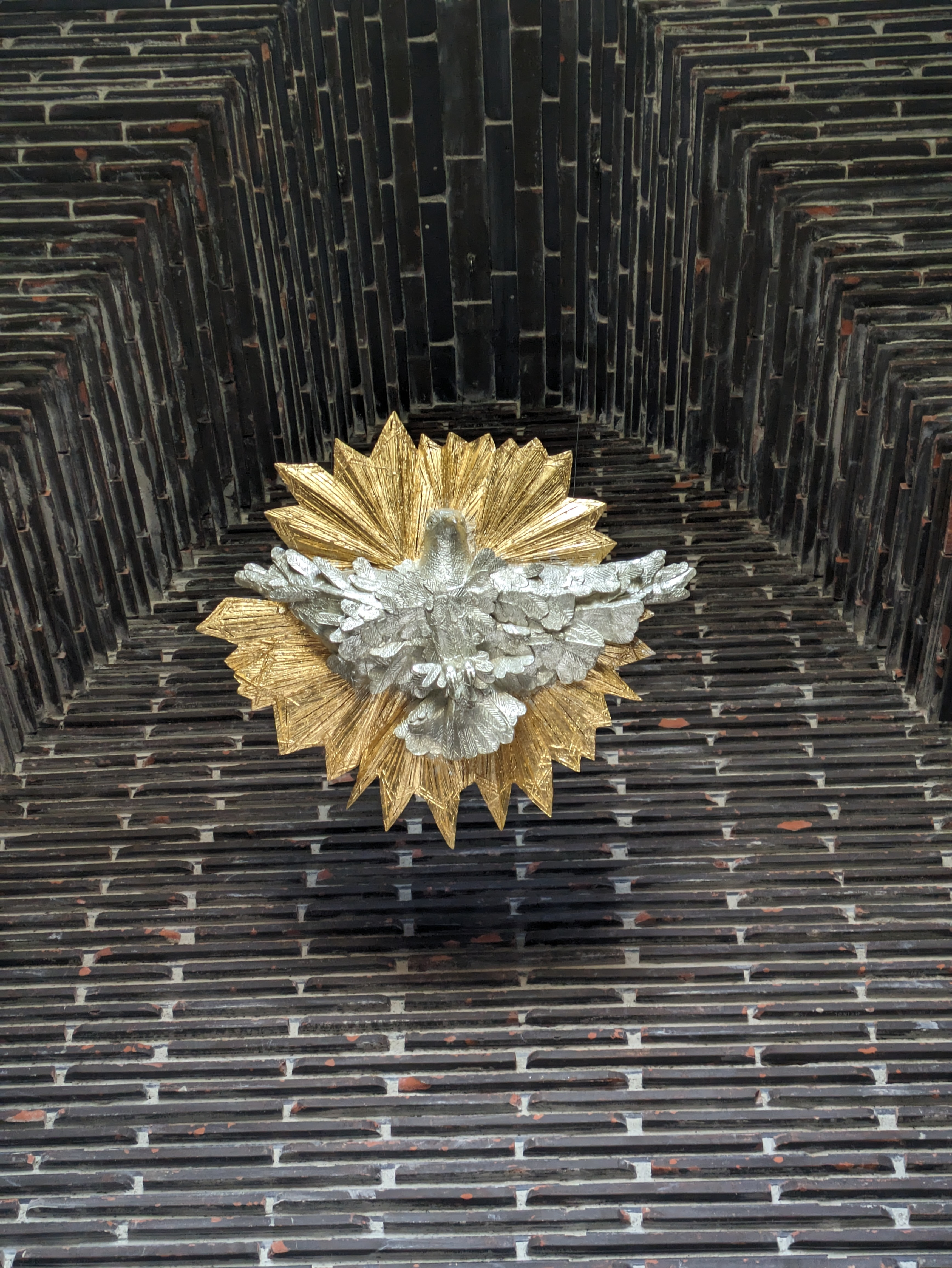
Figur des Heiligen Geistes